# Hospital Psiquiátrico Doctor Rodríguez Lafora
El Hospital Doctor Rodríguez Lafora es un hospital público situado en Madrid, y forma parte del Servicio Madrileño de Salud (SERMAS). Es un hospital especializado en psiquiatría, tanto en hospitalización psiquiátrica breve, como cuidados psiquiátricos prolongados, tratamiento psicoterapeútico intensivo  o tratamiento hospitalario de trastornos adictivos relacionados con el alcohol y otras sustancias de abuso.

## Historia
El hospital fue inaugurado el 15 de julio de 1968 por Francisco Franco bajo la dependencia de la Diputación Provincial de Madrid con el nombre de Hospital Psiquiátrico Alonso Vega.
En 1992 se fusionó el Hospital Cantoblanco con el Hospital Cantoblanco creándose el Complejo Hospitalario Cantoblanco-Psiquiátrico.
Desde el 3 de julio de 2003 adopta la denominación actual de Hospital Dr. Rodríguez  Lafora. Su nombre hace referencia al médico español Gonzalo Rodríguez Lafora.

## Cobertura asistencial
El hospital atiende la demanda de psiquiatría de agudos de la población adulta mayor de 18 años correspondiente al área sanitaria de la Comunidad de Madrid, dando preferencia a los distritos correspondientes de las antiguas Áreas 4 y 5 de Madrid. Es centro de referencia para toda la Comunidad de Madrid en la atención hospitalaria de los pacientes que requieran ingreso tanto para desintoxicación como para deshabituación en el consumo de alcohol.

## Cartera de servicios
| - Psiquiatría - Psicología Clínica - Unidad Médica 1. Geriatría 2. Medicina Interna 3. Neurología - Anestesiología y reanimación - Urgencias | - Farmacia Hospitalaria - Medicina del Trabajo - Radiodiagnóstico - Nutrición |

## Personal
En el hospital trabajan alrededor de 700 profesionales. 
- Área Médica - Facultativos 41
- Área Enfermería 537
- Otro personal 293
- médicos residentes 16

### Docencia
Es uno de los centros de referencia para la formación de profesionales sanitarios de la Universidad Francisco de Vitoria, Universidad Rey Juan Carlos, Universidad Autónoma de Madrid, y la Universidad Pontificia de Salamanca

## Instalaciones y recursos
El hospital consta de dos edificios que conforman la estructura del hospital, junto con la Farmacia Hospitalaria, Fisioterapia, Servicios Centrales, Administración y Recursos Humanos. 
El hospital dispone de:
- camas 334
- puestos de hospital de día psiquiátrico 10
- ecógrafos 1
- salas de radiografía 1
- electroencefalógrafos 1

### Accesos
Al hospital Doctor Rodríguez Lafora se puede llegar en transporte público, utilizando la red de Cercanías de Renfe, y los autobuses interurbanos de Madrid.
- Renfe Cercanías: . La estación de Universidad-Cantoblanco es la más cercana. Puede alcanzarse andando 20 minutos por la Senda Real.

- Líneas de Autobús:

1. Líneas desde Madrid  (Intercambiador de Plaza de Castilla) 712, 713, 716, 717, 721, 722, 724, 725, 726, y los nocturnos N701 y N702.

Se puede acceder al hospital a través de la autovía  M-607 , por la salida 15, Valdelatas-Universidad Autónoma.